# スコット・ヨルゲンセン
スコット・ヨルゲンセン（Scott Jorgensen、1982年9月17日 - ）は、アメリカ合衆国の男性総合格闘家。ユタ州ペイソン出身。ツイステッド・ジェネティクス所属。
尋常性白斑に罹患している。

## 来歴
小学3年からレスリングを始め、ボイシ州立大学卒業まで続けた。
2006年6月15日、プロデビュー。
2008年2月13日、WEC初参戦となったWEC 32でダマッシオ・ペイジに0-3の判定負け。8月3日、WEC 35で大沢ケンジに3-0の判定勝ちを収めWEC初勝利となった。
2009年1月25日、WEC 38でフランク・ゴメスにギロチンチョークで一本勝ち。6月7日、WEC 41でアントニオ・バヌエロスに1-2の判定負け。10月10日、WEC 43でノア・トーマスにグラウンドでの肘打ちによるTKO勝ちを収めた。
2009年12月19日、WEC 45で水垣偉弥と対戦し、3-0の判定勝ち。ファイト・オブ・ザ・ナイトを受賞した。
2010年3月6日、WEC 47でチャド・ジョージと対戦し、ギロチンチョークで一本勝ち。4月24日、WEC 48でアントニオ・バヌエロスと再戦し、3-0の判定勝ちを収めた。
2010年8月18日、WEC 50でブラッド・ピケットと対戦し、3-0の判定勝ちを収めWEC5連勝となり、試合後に王座挑戦をアピールした。また、ファイト・オブ・ザ・ナイトも受賞した。
2010年12月16日、WEC最終興行WEC 53で行なわれたWEC世界バンタム級タイトルマッチでドミニク・クルーズに挑戦し、0-3の判定負けを喫し王座獲得に失敗した。
2011年5月25日、Twitter上で自身が日本人と白人のハーフであることを明らかにした。

### UFC
2011年6月4日、UFCデビュー戦となったThe Ultimate Fighter 13 Finaleでケン・ストーンと対戦し、パウンドでKO勝ち。
2011年10月29日、UFC 137でジェフ・カランと対戦し、判定勝ち。
2012年2月4日、UFC 143でヘナン・バラオンと対戦し、判定負け。
2012年6月8日、UFC on FX 3でエディ・ワインランドと対戦し、右ストレートからのパウンドでKO負け。ファイト・オブ・ザ・ナイトを受賞した。
2012年12月8日、UFC on FOX 5でジョン・アルバートと対戦し、リアネイキドチョークで一本勝ち。サブミッション・オブ・ザ・ナイトとファイト・オブ・ザ・ナイトをダブル受賞した。
2013年4月13日、The Ultimate Fighter 17 Finaleでバンタム級ランキング2位のユライア・フェイバーと対戦し、リアネイキドチョークで一本負け。
2013年12月14日、フライ級転向初戦となったUFC on FOX 9でザック・マコウスキーと対戦し、判定負け。
2014年3月23日、UFC Fight Night: Shogun vs. Henderson 2でフライ級ランキング7位のジュシー・フォルミーガと対戦。フォルミーガのバッティングを受けた後のリアネイキドチョークで一本負け。
2014年6月7日、UFC Fight Night: Henderson vs. Khabilovでダニー・マルティネスと対戦し、判定勝ち。ファイト・オブ・ザ・ナイトを受賞した。

## 戦績
| 総合格闘技 戦績 | 総合格闘技 戦績 | 総合格闘技 戦績 | 総合格闘技 戦績 | 総合格闘技 戦績 | 総合格闘技 戦績 | 総合格闘技 戦績 |
| --------------- | --------------- | --------------- | --------------- | --------------- | --------------- | --------------- |
| 27 試合         | (T)KO           | 一本            | 判定            | その他          | 引き分け        | 無効試合        |
| 15 勝           | 2               | 5               | 8               | 0               | 0               | 0               |
| 12 敗           | 2               | 4               | 6               | 0               | 0               | 0               |

| 勝敗 | 対戦相手               | 試合結果                            | 大会名                                                           | 開催年月日     |
| ×    | アレハンドロ・ペレス   | 2R 4:26 TKO（左脚の負傷）           | UFC Fight Night: Magny vs. Gastelum                              | 2015年11月21日 |
| ×    | マニー・ガンブリャン   | 5分3R終了 判定0-3                   | UFC Fight Night: Mir vs. Duffee                                  | 2015年7月15日  |
| ×    | ウィルソン・ヘイス     | 1R 3:28 肩固め                      | UFC 179: Aldo vs. Mendes 2                                       | 2014年10月25日 |
| ○    | ダニー・マルティネス   | 5分3R終了 判定3-0                   | UFC Fight Night: Henderson vs. Khabilov                          | 2014年6月7日   |
| ×    | ジュシー・フォルミーガ | 1R 3:07 リアネイキドチョーク        | UFC Fight Night: Shogun vs. Henderson 2                          | 2014年3月23日  |
| ×    | ザック・マコウスキー   | 5分3R終了 判定0-3                   | UFC on FOX 9: Johnson vs. Benavidez 2                            | 2013年12月14日 |
| ×    | ユライア・フェイバー   | 4R 3:16 リアネイキドチョーク        | The Ultimate Fighter 17 Finale                                   | 2013年4月13日  |
| ○    | ジョン・アルバート     | 1R 4:59 リアネイキドチョーク        | UFC on FOX 5: Henderson vs. Diaz                                 | 2012年12月8日  |
| ×    | エディ・ワインランド   | 2R 2:40 KO（右ストレート→パウンド） | UFC on FX 3: Johnson vs. McCall                                  | 2012年6月8日   |
| ×    | ヘナン・バラオン       | 5分3R終了 判定0-3                   | UFC 143: Diaz vs. Condit                                         | 2012年2月4日   |
| ○    | ジェフ・カラン         | 5分3R終了 判定3-0                   | UFC 137: Penn vs. Diaz                                           | 2011年10月29日 |
| ○    | ケン・ストーン         | 1R 4:01 KO（パウンド）              | The Ultimate Fighter 13 Finale                                   | 2011年6月4日   |
| ×    | ドミニク・クルーズ     | 5分5R終了 判定0-3                   | WEC 53: Henderson vs. Pettis 【WEC世界バンタム級タイトルマッチ】 | 2010年12月16日 |
| ○    | ブラッド・ピケット     | 5分3R終了 判定3-0                   | WEC 50: Cruz vs. Benavidez 2                                     | 2010年8月18日  |
| ○    | アントニオ・バヌエロス | 5分3R終了 判定3-0                   | WEC 48: Aldo vs. Faber                                           | 2010年4月24日  |
| ○    | チャド・ジョージ       | 1R 0:31 ギロチンチョーク            | WEC 47: Bowles vs. Cruz                                          | 2010年3月6日   |
| ○    | 水垣偉弥               | 5分3R終了 判定3-0                   | WEC 45: Cerrone vs. Ratcliff                                     | 2009年12月19日 |
| ○    | ノア・トーマス         | 1R 3:13 TKO（グラウンドの肘打ち）   | WEC 43: Cerrone vs. Henderson                                    | 2009年10月10日 |
| ×    | アントニオ・バヌエロス | 5分3R終了 判定1-2                   | WEC 41: Brown vs. Faber 2                                        | 2009年6月7日   |
| ○    | フランク・ゴメス       | 1R 1:09 ギロチンチョーク            | WEC 38: Varner vs. Cerrone                                       | 2009年1月25日  |
| ○    | 大沢ケンジ             | 5分3R終了 判定3-0                   | WEC 35: Condit vs. Miura                                         | 2008年8月3日   |
| ×    | ダマッシオ・ペイジ     | 5分3R終了 判定0-3                   | WEC 32: Condit vs. Prater                                        | 2008年2月13日  |
| ○    | クリス・デビッド       | 5分3R終了 判定3-0                   | ShoXC: Elite Challenger Series                                   | 2007年7月27日  |
| ○    | テイラー・トナー       | 5分3R終了 判定3-0                   | Ring of Fire 29: Aftershock                                      | 2007年4月28日  |
| ×    | ジョー・ジェサー       | 1R 1:08 腕ひしぎ十字固め            | Ring of Fire 26: Relentless                                      | 2006年9月9日   |
| ○    | ルイ・ラガンサッド     | 1R 1:43 ヒールホールド              | Ring of Fire 25: Overdrive                                       | 2006年7月29日  |
| ○    | マイク・モリス         | 1R 1:31 腕ひしぎ十字固め            | Alaska Fighting Championship 24                                  | 2006年6月15日  |

## 表彰
- ブラジリアン柔術 紫帯
- UFC ファイト・オブ・ザ・ナイト（3回）
- UFC サブミッション・オブ・ザ・ナイト（1回）
- WEC ファイト・オブ・ザ・ナイト（2回）